# Aethessa
Aethessa es un género de coleópteros de la familia Anthribidae.

## Especies
Contiene las siguientes especies:
- Aethessa adamsoni Jordan, 1933
- Aethessa mumfordi Jordan, 1933